# Harry Moss
Harry Moss (auch: Harry Moß; 3. Juni 1886 in Stade; nach 1943) war ein deutscher Schauspieler, Schauspielleiter, Gaufachberater für Schauspiel bei der Gauleitung Südhannover-Braunschweig, Rundfunkleiter, Offizier und Fernsehintendant.

## Leben
Geboren in Stade zur Gründerzeit des Deutschen Kaiserreichs, studierte er nach dem Besuch der dortigen Oberrealschule Kunst und Theatergeschichte. In den Jahren von 1914 bis 1918 nahm er am Ersten Weltkrieg teil, und wurde als Leutnant der Reserve schwer verwundet.
Zu Beginn der Weimarer Republik trat er nach 1918 als Schauspieler auf, unter anderem in Berlin im Ensemble von Max Reinhardt, aber auch während eines Gastspieles in New York an den Rotter-Bühnen.
Zum 1. Oktober 1930 trat Harry Moss der NSDAP bei (Mitgliedsnummer 335.757). Rund drei Jahre später gründete er die nationalsozialistische Theater-Organisation NS-Bühne. „[…] Aufgrund psychischer Labilität“ wurde ihm am 7. Januar 1932 jedoch die Schauspiel-Erlaubnis entzogen. Dennoch übernahm er im September desselben Jahres die Leitung des zuvor unter Ewald Schindler in Konkurs gegangenen Deutschen Theaters in Hannover. Doch schon im Folgejahr endete diese Tätigkeit durch Schließung des Theaters.
Ebenfalls nach der Machtergreifung durch die Nationalsozialisten im Jahr 1933 war Harry Moss vorübergehend als neuer Leiter der Städtischen Bühnen Hannovers vorgesehen, wurde stattdessen zunächst jedoch Gaufachberater bei der Leitung des Gaus Südhannover-Braunschweig. Im August 1933 wurde Moss schließlich – als Nachfolger von Otto Ebel von Sosen – zum Leiter des NORAG-Nebensenders Hannover bestimmt. Auch bei der NORAG war Harry Moss nur wenig mehr als ein Jahr tätig, wurde 1935 in Hannover entlassen, um dann in Königsberg unter dem Intendanten Alfred Lau sowohl als Sendeleiter als auch als Obmann der Fachschaft Rundfunk und zugleich Stellvertreter Laus tätig zu werden.
Als beim  Reichssender Hamburg die Stelle des dortigen Sendeleiters von November 1938 bis März 1939 vakant blieb, wechselte Moss zum 1. April 1939 für einige Monate dorthin, um nach dem Beginn des Zweiten Weltkrieges als Sendeleiter in die Berliner Zentrale der Reichs-Rundfunk-Gesellschaft, wo er unter anderem ab Anfang 1942 mit Martin Schönicke zusammenarbeitete. Nach dem Ausscheiden von Herbert Engler am 20. April 1943, seit 1939 Intendant bei dem ebenfalls von Berlin ausstrahlenden Fernsehsender Paul Nipkow, übernahm der „[…] alte verdiente Rundfunkmann“ als vierter und letzter – kommissarischer – Intendant die Leitung des von Berlin ausstrahlenden Senders. Doch trotz dieser Stellung spielte Harry Moss auch dort „[…] nur eine Randfigur“. Die Aufgaben bei Nipkow beschränkten sich eher nur noch auf Repräsentation denn auf geistige Leistung, zumal auch die Kreativität mit der Einführung des Einheitsfernsehens ohnehin kaum mehr gefordert war.